# Alix Joffroy
Pour les articles homonymes, voir Joffroy.
Alix Joffroy, né le 16 décembre 1844 à Stainville (Meuse) et mort le 24 novembre 1908 à Paris, est un médecin neurologue, neuropathologiste et psychiatre français, élève de Charcot, deuxième titulaire de la chaire de clinique des maladies mentales et de l'encéphale à Sainte-Anne.

## Aperçu biographique
Il fait ses études de médecine à Paris où il obtient son doctorat en 1873. Il est nommé médecin des hôpitaux en  1879 et agrégé en 1880. Sa carrière se déroule à l'hôpital de la Salpêtrière à partir de 1885. Il est nommé professeur de clinique psychiatrique en 1893.
Jean-Martin Charcot l'encourage à approfondir ses études en neurologie. Ensemble, ils décrivent, en 1869, l'atrophie des cornes antérieures de la moelle épinière dans la poliomyélite.

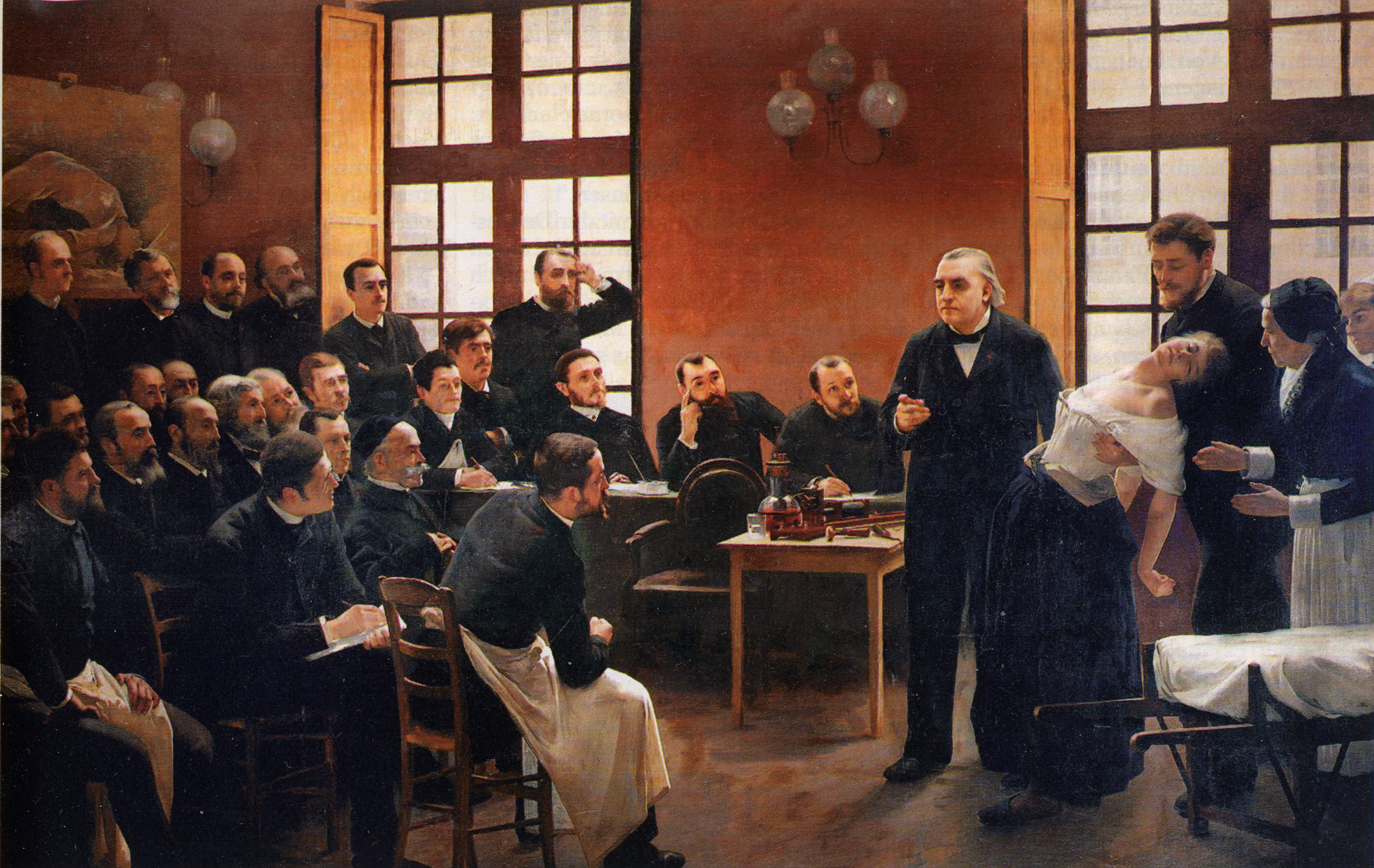
Alix Joffroy est représenté sur le tableau Une leçon clinique à la Salpêtrière.

Il est directeur des Archives de Physiologie normale et pathologique (1880-1889) et l'un des fondateurs des Archives de médecine expérimentale.
Il est élu membre titulaire de l'Académie nationale de médecine le 19 mars 1901, secrétaire de la Société de Biologie, membre de la Société d'Anatomie, chevalier de la Légion d'honneur.

## Œuvres et publications
- De la pachyméningite cervicale hypertrophique (d'origine spontanée), Delahaye (Paris), 1873, Texte intégral.
- De la médication par l'alcool, Delahaye (Paris), 1875.
- De l'influence des excitations cutanées sur la circulation et la calorification, [Thèse présentée au concours de l'agrégation], Parent (Paris), 1878, Texte intégral.
- Exposé des titres scientifiques, G. Masson (Paris), 1884, Texte intégral.
- « Sur un cas d’aphasie sensorielle avec lésion temporo-pariétale droite », in: Revue Neurologique, 16 (1903): 112-115.
- Des rapports de la syphilis et de la paralysie générale, impr. de J. Gainche (Paris), 1905, 23 p. in-8, lire en ligne sur Gallica.
- Jean-Martin Charcot [1825-1893], Chameret et Renouard, 32 p.

En collaboration
- avec Jean-Martin Charcot: Deux cas d'atrophie musculaire progressive: avec lésions de la substance grise et des faisceaux antérolatéraux de la moelle épinière, Masson (Paris), 1869.
- avec Jacques Roubinovitch: Des variétés cliniques de la folie en France et en Allemagne, O. Doin (Paris), 1896.
- avec Roger Dupouy: Fugues et vagabondage; étude clinique et psychologique, Alcan (Paris), 1909.
- avec Roger Mignot, (1874-1947): La paralysie générale, O. Doin et fils, 1910.

## Éponymie
- réflexe de Joffroy (ou de Sainton)
- signe de Joffroy: absence de la contraction du muscle frontal dans le regard en haut, dans la maladie de Basedow.